# جوتي (حذاء)
الجوتي هو نوع من ألبسة القدم الشائعة في شمال الهند وباكستان والمناطق المجاورة.